# Bisericile romanice din Vall de Boí
Bisericile romanice din Vall de Boí sunt nouă lăcașuri de cult înscrise în anul 2000 pe lista UNESCO a patrimoniului mondial.
| Număr   | Nume                          | Loc           | Coordonate |
| ------- | ----------------------------- | ------------- | ---------- |
| 988-001 | Sant Feliu de Barruera        | Barruera      | ⊙          |
| 988-002 | Sant Joan de Boí              | Boí           | ⊙          |
| 988-003 | Santa Maria de Taüll          | Taüll         | ⊙          |
| 988-004 | Sant Climent de Taüll         | Taüll         | ⊙          |
| 988-005 | Santa Maria de Cóll           | Cóll          | ⊙          |
| 988-006 | Santa Maria de Cardet         | Cardet        | ⊙          |
| 988-007 | La Nativitat de Durro         | Durro         | ⊙          |
| 988-008 | Sant Quirc de Durro           | Durro         | ⊙          |
| 988-009 | Santa Eulàlia d’Erill la Vall | Erill la Vall | ⊙          |